# 维莱讷苏马利科讷
维莱讷苏马利科讷（法語：Villaines-Sous-Malicorne，法語發音：[vilɛn su malikɔʁn]，意为“马利科讷下方的维莱讷”）是法国萨尔特省的一个市镇，属于拉弗莱什区。

## 地理
维莱讷苏马利科讷（47°45'49"N, 0°6'2"W）面积19.16 平方千米，位于法国卢瓦尔河地区大区萨尔特省，该省份为法国西北部内陆省份，北起顺时针与奥恩省、厄尔-卢瓦省、卢瓦-谢尔省、安德尔-卢瓦尔省、曼恩-卢瓦尔省和马耶讷省接壤，是法国大西部的入口，连接卢瓦尔河谷、布列塔尼和巴黎盆地。
与维莱讷苏马利科讷接壤的市镇（或旧市镇、城区）包括：阿尔特泽、拉弗莱什、勒巴约勒、布斯、克罗米耶尔。

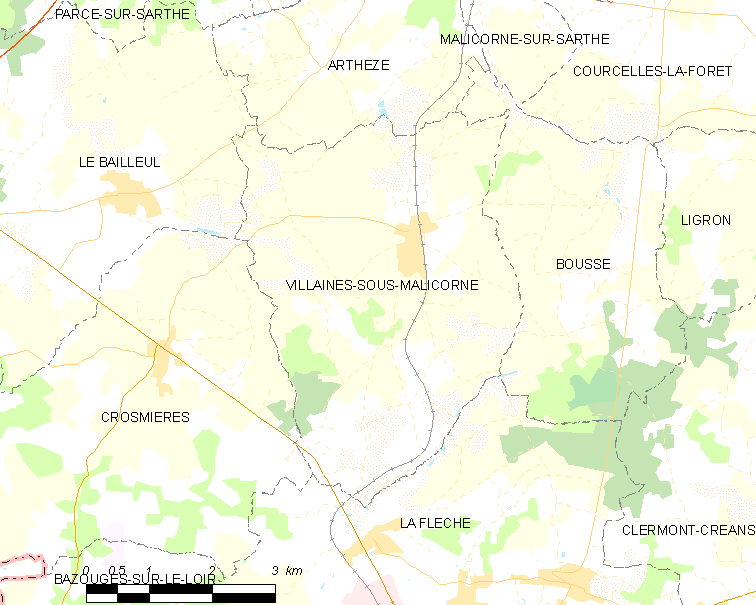
维莱讷苏马利科讷的OSM定位图

维莱讷苏马利科讷的时区为UTC+01:00、UTC+02:00（夏令时）。

## 行政
维莱讷苏马利科讷的邮政编码为72270，INSEE市镇编码为72377。

## 政治
维莱讷苏马利科讷所属的省级选区为拉弗莱什县。

## 人口

1962-2008年间维莱讷苏马利科讷人口变化图示

维莱讷苏马利科讷于2022年1月1日时的人口数量为1035人。